# Balthasar van Mecklenburg
Balthasar van Mecklenburg (circa 1451 - Wismar, 16 maart 1507) was van 1479 tot 1480 en van 1483 tot aan zijn dood hertog van Mecklenburg en van 1480 tot 1483 hertog van Mecklenburg-Schwerin. Bovendien was hij van 1471 tot 1474 coadjutor van het bisdom Hildesheim en van 1474 tot 1479 coadjutor van het prinsbisdom Schwerin. Hij behoorde tot het huis Mecklenburg.

## Levensloop
Balthasar was de jongste zoon van hertog Hendrik IV van Mecklenburg en diens echtgenote Dorothea, dochter van keurvorst Frederik I van Brandenburg.
Toen Balthasar meerderjarig werd, koos hij om in de geestelijke stand te gaan. Van 1471 tot 1474 was hij coadjutor van het bisdom Hildesheim en van 1474 tot 1479 oefende hij dezelfde functie uit in het prinsbisdom Schwerin. Balthasar was waarschijnlijk niet tevreden met zijn kerkelijke leven en verliet daarom in 1479 de geestelijkheid. Vervolgens liet hij zijn machtsaanspraken op Mecklenburg gelden tegenover zijn twee oudere broers Albrecht VI en Magnus II, die in 1477 Hendrik IV hadden opgevolgd als hertog van Mecklenburg.
Na de bemiddeling van hun moeder beslisten de drie broers om in januari 1480 het hertogdom Mecklenburg onderling te verdelen. Albrecht VI kreeg het hertogdom Mecklenburg-Güstrow, dat de vroegere heerlijkheid Werle en enkele andere gebieden bevatte. Magnus II en Balthasar behielden het overige deel van Mecklenburg, het hertogdom Mecklenburg-Schwerin, en regeerden samen. Na de dood van Albrecht VI in 1483 werd het hertogdom Mecklenburg herenigd. Balthasar regeerde samen met Magnus II tot aan diens dood in 1503, waarna Balthasar gezamenlijk regeerde met Magnus' zonen Albrecht VII, Erik II en Hendrik V.
In 1487 huwde Balthasar met Margaretha, dochter van hertog Erik II van Pommeren. Het huwelijk bleef kinderloos. In maart 1507 stierf Balthasar in de stad Wismar, waarna hij werd bijgezet in het Munster van Bad Doberan.